# Svínavatn (Hvammsfjörður)
Svínavatn är en liten sjö på Västlandet. 
Sjön ligger vid Heydalur på halvön Snæfellsnes i Västlandet. I närheten finns Svínaskarð, Sátudalur och Hlíðarmúli.